# Daniel Rossmann
Daniel Rossmann (* 1. Mai 1991) ist ein österreichischer Fußballspieler.

## Karriere
Rossmann begann seine Karriere bei der TuS St. Peter/Ottersbach. Zur Saison 2005/06 wechselte er in die Akademie des Grazer AK und war um das Jahr 2006 Mitglied der österreichischen U-16-Nationalmannschaft. Zur Saison 2007/08 rückte er in den Kader der Amateure, die in der Landesliga antraten und kam auch zu einem Kurzeinsatz für die erste Mannschaft in der darüber spielenden Regionalliga Mitte. Zur Saison 2008/09 wechselte er zum SV Gleinstätten. Mit Gleinstätten stieg er 2010 in die Regionalliga auf. In drei Spielzeiten kam er für den Verein zu 54 Landesliga- und 30 Regionalligaeinsätzen.
Zur Saison 2011/12 wechselte Rossmann zum Zweitligisten TSV Hartberg. Sein Debüt in der zweiten Liga gab er im Juli 2011, als er am zweiten Spieltag jener Saison gegen den SCR Altach in der 73. Minute für Stefan Rakowitz eingewechselt wurde. In seiner ersten Saison als Profi kam er zu 23 Zweitligaeinsätzen, in denen er ohne Treffer blieb. Im Oktober 2012 erzielte er bei einem 2:1-Sieg gegen die Kapfenberger SV sein erstes Tor in der zweithöchsten Spielklasse. In der Saison 2012/13 absolvierte er 25 Zweitligaspiele und erzielte zwei Tore. Zur Saison 2013/14 wechselte er zum Regionalligisten SV Lafnitz. In zwei Spielzeiten in Lafnitz kam er zu 48 Regionalligaeinsätzen, in denen er zehn Tore erzielte.
Zur Saison 2015/16 wechselte Rossmann zum fünftklassigen USV Mettersdorf. Mit Mettersdorf stieg er zu Saisonende in die Landesliga auf. In dreieinhalb Jahren beim Verein kam er zu 95 Einsätzen, erzielte dabei 36 Tore und fungierte über einen Großteil seiner dortigen Zeit auch als Spielervertreter. Im Jänner 2019 schloss er sich dem Regionalligisten TuS Bad Gleichenberg an.
In der Winterpause 2023/24 schloss er sich dem USV Gnas mit Spielbetrieb in der viertklassigen steirischen Landesliga an und musste noch am Saisonende den Abstieg in die Fünftklassigkeit hinnehmen. In der Oberliga Süd-Ost brachte er es daraufhin auf 14 Treffer bei 22 Ligaeinsätzen und beendete die Meisterschaft mit dem Klub überlegen auf dem ersten Tabellenplatz, was den Wiederaufstieg in die Landesliga bedeutete.
Seit 2017 ist Rossmann bei seinem Heimatverein TuS St. Peter/Ottersbach auch als Trainer im Nachwuchsbereich tätig. Seit September 2019 befindet er sich im Besitz der ÖFB-D-Trainerlizenz und im Juni 2021 folgte die UEFA-C-Lizenz.

## Erfolge
mit dem SV Gleinstätten
- 1× Meister der Landesliga Steiermark: 2009/10

mit dem USV Mettersdorf
- 1× Meister der Oberliga Süd-Ost: 2015/16
- 1× Steirischer Fußballcupsieger: 2017/18

mit dem USV Gnas
- 1× Meister der Oberliga Süd-Ost: 2024/25